# Bi-2
I Bi-2 (in russo Би-2?) sono un gruppo musicale rock russo di origini bielorusse. L'anno ufficiale di fondazione della band è da ascriversi al 1989.

## Storia
I due fondatori, Lëva (Igor' Bortnik) di Minsk e Šura (Aleksandr Uman) di Babrujsk, si conobbero nella capitale bielorussa nel 1985 durante le prove del teatro amatoriale "Ront". Il loro intento era inizialmente quello di girare un film insieme, ma presto iniziarono a esibirsi nel centro culturale della fabbrica di pneumatici non lontana dal teatro Ront. Entrambi si esibivano con la chitarra e cantavano "uno a uno", abbandonando le influenze rock e new wave di quel periodo.
Coincidentemente con la diffusione del punk rock, il gruppo iniziò a prendere parte a diversi festival musicali, tuttavia dopo il crollo dell'Unione Sovietica avvenuto nel 1991 i due si trasferirono dapprima in Israele, poi a Melbourne, dove nel 1998 pubblicarono l'album d'esordio Bespolaja i grustnaja ljubov'. Inizialmente solo Šura si esibiva, poiché lui per primo era emigrato in Australia, mentre Lëva si limitava a scrivere i testi delle canzoni e a coordinarsi al telefono con Šura. Lëva raggiunse Melbourne nel 1998 e i due iniziarono a lavorare a nuove canzoni destinate al mercato russo. Il videoclip della canzone Varvara venne girato nei grattacieli di Melbourne.
Nel 1999 si trasferirono a Mosca e godettero di ampio successo, anche grazie alla scelta di concentrarsi sul miglioramento dell'arrangiamento e di abbandonare i testi politicizzati e metaforici tipici degli artisti russi dell'epoca. I loro primi successi furono le canzoni Varvara, Serebro e Nikto ne pridet, che attirarono l'attenzione del produttore musicale Aleksandr Vladimirovič Ponomarëv, con il quale i Bi-2 sottoscrissero un contratto. La canzone Polkovniku nikto ne pišet ("Nessuno scrive al colonnello", come l'omonimo romanzo di Gabriel García Márquez) venne scelta come colonna sonora per il film Il fratello grande.
Nel 2001 alla formazione musicale si aggiunse Aleksandr Vasil'ev degli Splean, che insieme a Lëva e Šura scrisse la canzone Fellini, da cui avrebbe poi preso il nome la tournée Fellini-tur. All'inizio dell'autunno del 2001 uscì il singolo Volki, che anticipò l'album Mjau Kiss Mi: le hit di questo album furono Moja ljubov' e Volki, oltre che alla ballata Moj rok-i-roll cantata da Šura e Julija Čičerina, brano che ricevette il plauso della critica musicale.
Nella primavera del 2003 la band lavorò all'album successivo, in particolare alla canzone Proščaj, Berlin, una ballata malinconica che però non raggiunse egual successo rispetto alle precedenti Polkovniku nikto ne pišet, Fellini e  Moj rok-i-roll. Per questo il gruppo abbandonò l'idea di farne un videoclip. Dello stesso anno è anche la canzone Pesok.
L'album che seguì, Inomarki, risultò essere meno rock'n'roll, più calmo e melodrammatico rispetto ai precedenti, e nacque dall'innovativa collaborazione con un'orchestra sinfonica. Nel 2005 la band produsse la prima uscita della raccolta Nečetnyj voin, in cui diversi artisti interpretano le canzoni del poeta e compositore Michail Karasëv.
La rivista Moskovskij Komsomolec definì i Bi-2 "il gruppo rock dell'anno 2007". Il nono album della band, #16plus, uscì nel 2014. L'album Gorizont sobytij del 2017 venne anticipato dal singolo Viski, definito da Lëva e Šura "boršč horror": i riferimenti a un villaggio misterioso e a creature come stregoni e cannibali riavvicinano la band alle sue origini, quando ispirata al punk rock trascinava bare finte sul palco e strappava cuscini facendone cadere le piume sugli spettatori.
Negli anni le canzoni dei Bi-2 apparvero in numerosi film, come Sёstry (2001), Vojna (2002), Ja ostajus' (2007), Den' vyborov (2007), O čёm eščё govorjat mužčiny dei Kvartet I (2011) e Ëlki 3 (2013).
Il 15 novembre 2022 la band ha pubblicato il suo undicesimo album intitolato Hallelujah, creato come una sorta di diario il cui significato è cambiato durante la fase dei lavori. L'album contiene dieci canzoni, più cinque di bonus, che includono Peklo, Depressija e Kolybel'naja, quest'ultima dedicata ad Alena Meškova, amica della band morta di tumore nel 2021.
I Bi-2 hanno espresso il loro dissenso riguardo all'invasione russa dell'Ucraina del 2022 e per tale motivo hanno dovuto lasciare la Russia. Dopo un concerto sull'isola thailandese di Phuket, il 24 gennaio 2024 la band è stata arrestata per essersi esibita senza permesso di lavoro. Avendo molti di loro il passaporto israeliano, dopo una settimana di prigionia sono stati portati in salvo in Israele per timore che la Russia potesse chiederne il rimpatrio.

## Formazione
- Lëva Bi-2 (Igor' Bortnik) – voce e chitarra (1989 - 1991; 1998 - presente)
- Šura Bi-2 (Aleksandr Uman) – voce e chitarra (1989 - 1991; 1998 - presente)
- Konstantin Čalych – chitarra (2024 - presente)
- Majsim Andrusščenko – basso (2006 - presente)
- Boris Lifšitz – batteria (2006 - presente)
- Janik Nikolenko – tastiere, flauto e cori (2008 - presente)

## Discografia

### Album in studio
- 1998 – Bespolaja i grustnaja ljubov'
- 2000 – Bi-2
- 2001 – Mjau kiss mi
- 2004 – Inomarki
- 2006 – Moloko
- 2009 – Luna-park
- 2010 – O čëm govorjat mužčiny
- 2011 – Spirit
- 2014 – #16plus
- 2017 – Gorizont sobytij
- 2022 – Hallelujah

### EP
- 2010 – Bumažnyj zmej

### Singoli
- 2020 – Bog prokljatych
- 2021 – Nam ne nužen geroj